# Vladimír Hrivnák
Vladimír Hrivnák (Hnúšťa, 23 de abril de 1945 – 17 de outubro de 2014) foi um futebolista profissional e treinador eslovaco que atuava como defensor.

## Carreira
Vladimír Hrivnák fez parte do elenco da Seleção Checoslovaca de Futebol, na Copa de 70.